# MIND Hulplijn
MIND Hulplijn, vroeger bekend als MIND Korrelatie en Stichting Korrelatie, is een in 1965 opgerichte Nederlandse stichting die hulp, advies en informatie biedt bij psychische en sociale problemen. De stichting biedt haar diensten aan via de telefoon, via e-mail, WhatsApp, chatcontacten en via verschillende websites. De hulp is toegespitst op de individuele en unieke situatie van degene die contact opneemt. Als een cliënt meer hulp nodig heeft, biedt MIND Hulplijn begeleiding bij het formuleren van de hulpvraag en onderzoekt samen met degene die contact opneemt waar hulp verkrijgbaar is.
MIND Hulplijn dankt haar naamsbekendheid in belangrijke mate aan het telefoonnummer dat in beeld verschijnt na afloop van televisieprogramma's die heftige emoties kunnen oproepen. De instelling verzorgt de nazorg van dergelijke radio- en televisieprogramma’s.

## Ontstaansgeschiedenis
De telefonische luisterdienst ontstond op Kerstavond 1964. Drie christelijke 'raadslieden' kwamen in de AVRO-radio studio bij elkaar: Dominee Klamer van het IKOR (later Ikon) Radiopastoraat; Leger des Heils-majoor Van Dalen en de dagsluiter van KRO-televisie, priester Dolf Coppes. Hun doel was telefonisch mensen te woord te staan die eenzaam waren of geestelijk in de knoop zaten. Een oproep op de radio ging hieraan vooraf. Veel mensen bleken behoefte te hebben aan een gesprek. De drie telefoonlijnen waren deze gehele Kerstavond overbezet. Hiermee had het eerste telefoonnummer waarnaar de media in Nederland verwezen zijn nut bewezen. Deze avond vormde het startsein voor de oprichting van (nu) MIND Hulplijn.

## De oprichting
De stichting (toen nog "Correlatie" geheten) werd officieel op 3 november 1965 opgericht door Dolf Coppes, een van de initiatiefnemers van de kerstoproep op de radio in 1964. Tijdens de kerst van 1965 riep men de mensen wederom op om te bellen en opnieuw stond Coppes luisteraars te woord.
Het contact via de radio bleek te voorzien in een behoefte. Daarom begon de AVRO in 1966 het radioprogramma "Ik verbind u door". In vijf minuten werd een bepaald probleem onder de aandacht gebracht, zoals eenzaamheid, werkloosheid, een verleden als gedetineerde, invaliditeit of rouw. Er reageerden gemiddeld twintig mensen na iedere uitzending. Het programma heeft vier jaar bestaan. Na "Ik verbind u door", ging men in 1973 verder met "Dag met een gaatje", ook bij de AVRO. Hierin nodigde MIND Hulplijn luisteraars uit om te bellen of te schrijven (in 1970 bestond nog 40% van alle contacten uit brieven). Ook ontving de stichting cliënten op een ‘spreekuur’ in Odijk.

## Groei en ontwikkeling in de jaren 70
In 1970 legde oprichter Dolf Coppes zijn functie als voorzitter van de stichting neer. Vanaf de jaren 70 steeg het aantal telefonische contacten ieder jaar. MIND Hulplijn kreeg meer financiële middelen en ontwikkelde zich van een vrijwilligersorganisatie tot professionele instelling. Het werd mogelijk personeel (met name maatschappelijk werkers, maar ook psychologen) aan te trekken. Ook kwam er een pand ter beschikking in Odijk.
In juli 1974 werd de exclusieve band met de AVRO verbroken. Omdat ook bij de andere Publieke Omroepen meer en meer reacties van het publiek binnenkwamen op ‘probleembesprekende’ radio- en tv-programma’s, bood de stichting zich in augustus 1974 bij alle omroepen aan. In 1975 verrichtte de instelling met een staf van zes hulpverleners al opvang voor zeven programma’s van verschillende omroepen. Deze opvang werd verleend naast de gesprekken die dagelijks, los van programma’s, binnenkwamen. In diezelfde jaren 70 werd soms ook een aantal medewerkers afgevaardigd naar de studio om ter plekke tijdens een programma vragen op psychosociaal gebied te beantwoorden.
Naast eenzaamheid kwamen in die jaren ‘nieuwe’ onderwerpen aan bod in de gesprekken en brieven: 
- huwelijksproblemen
- echtscheiding
- homoseksualiteit
- psychiatrische problematiek
- rouw
- opvoeding
- angsten
- fobieën

## Diversiteit in onderwerpen
In 1976 verhuisde MIND Hulplijn naar een ruimer onderkomen in Utrecht. Van deze gelegenheid werd gebruikgemaakt om de telefonische bereikbaarheid te verbeteren met de aanleg van een groter aantal telefoonlijnen. Gevolg hiervan was dat het aantal contacten opnieuw toenam. Steeds meer mensen wisten de stichting rechtstreeks, dus buiten radio- en televisieprogramma’s om, te vinden.
Bovendien kwamen er in de jaren 80 en 90 steeds weer meer nieuwe onderwerpen bij, waarvoor hulp werd gezocht. Vooral de hulpvraag bij allerlei vormen van seksueel geweld (met name incest) nam toe. Daarnaast kwamen er problemen aan bod zoals:
- aids
- ME (chronische vermoeidheid)
- gokverslaving
- verslaving aan 06-sekslijnen
- eetstoornissen
- euthanasie
- hulp bij zelfdoding

Soms ging het om echt nieuwe problemen; soms om problemen die al langer bekend waren, maar die steeds verder uit de taboesfeer raakten. Door alle jaren heen kregen de hulpverleners te maken met hulpvragen over depressie, angsten of psychiatrische problemen.
Toen in 1989 de commerciële tv-stations in Nederland hun intrede deden, kwam de ontwikkeling van MIND Hulplijn in een stroomversnelling. Ook deze omroepen maakten al snel gebruik van de nazorg van de stichting bij programma’s waarin psychosociale problemen aan de orde werden gesteld. In de jaren 90 stonden psychiatrische problematiek en (seksueel) geweld steevast bovenaan op de lijst van onderwerpen waar veel over gebeld werd.

## Veelvoorkomende onderwerpen
Vanaf het jaar 2000 worden de meeste vragen gesteld over: 
- Seksualiteit en zwangerschap
- Psychische/psychiatrische problematiek, met name depressie en angst
- Problemen tussen ouders en kinderen, met name in de opvoeding
- Relatieproblemen, in de partnerrelatie maar ook met derden, zoals familie en buren
- Mishandeling en (seksueel) geweld, met name incest en kindermishandeling
- Seksualiteit en zwangerschap, met name anticonceptie en SOA

Het lijkt er op dat veel cliënten van MIND Hulplijn deze onderwerpen liever niet bespreken met mensen uit de directe omgeving. Mensen bellen liever voor advies en hulp bij een neutrale professionele buitenstaander, bij voorkeur via anonieme media als telefoon en e-mail.

## Internet
Vanaf 1 januari 2000 kunnen vragen en problemen ook via e-mail aan de hulpverleners van worden voorgelegd. Cliënten maken in toenemende mate van dit medium gebruik. Bijna een op de vijf vragen  binnen via de website of via  e-mail. Sinds juni 2007 heeft MIND Hulplijn haar dienstverlening uitgebreid met hulpverlening via de chat, en sinds 2017 via WhatsApp. 
In februari 2018 werd de samenwerking met MIND verder verstevigd, waardoor Korrelatie verder ging als MIND Korrelatie. In 2025 veranderde MIND Korrelatie haar naam naar de MIND Hulplijn.  